# Maire Könni-Björklind
Maire Könni-Björklind, född Könni 1917 i Helsingfors, var en finländsk bildkonstnär. Hon arbetade både som grafiker, målare och som illustratör, bland annat av vykort.

## Biografi
Könni-Björklinds föräldrar var Olga Nummelin och tapetseraren Johan Björklind. Hon var syster till konstnären Yrjö Könni. Åren 1935–1937 studerade hon vid Centralskolan för konstflit.
Under 1930- och 1940-talet var Könni-Björklind en av Finlands mer kända kvinnliga bildkonstnärer, vid sidan av Eva Cederström och Eva Honkajärvi.
Genom yrkeskarriären arbetade hon återkommande som illustratör för böcker och vykort. Under 1940-talet illustrerade hon bland annat bokutgåvor av sagor av bröderna Grimm samt böcker av Kylikki Mantere, Kerttu Mustonen, Airi Hirvonen och Rauha Kilpi. Därefter avtog hennes tecknande för barnböcker; hon noteras dock för bilder till ett antal sagosamlingar från början av 1960-talet.
Könni-Björklind var även verksam som producent av bilder för vykort och gratulationskort. Hon deltog i produktionen av vykortsserier med barnboksliknande illustrationer med bland annat barn. Hennes illustrationer användes även till klippdockor och julkort.
Könni-Björklind var gift med grafikern och målaren Hans Björklind.